# Alphonse Pyrame de Candolle
Alphonse Louis Pierre Pyrame de Candolle, född 28 oktober 1806 i Paris, död 4 april 1893 i Genève, var en fransk-schweizisk botaniker och entomolog, son till Augustin Pyrame de Candolle.
Alphonse de Candolle var professor i botanik i Genève och fortsatte, tillsammans med andra lärda, faderns Prodromus (band 8-17) samt utgav dessutom Géographie botanique raisonnée (1855), som hade ganska stor betydelse för växtgeografin, Histoire des sciences et des savants depuis deux siècles (1872), Origine des plantes cultivées (1883) och, tillsammans med sin son Casimir Pyrame de Candolle (1836-1918), Monographiæ phanerogamarum. Prodromi nunc continuatio et nunc revisio (nio band, 1878-96) med mera. Han blev ledamot av svenska Vetenskapsakademien 1859 och Vetenskapssocieteten i Uppsala 1860.
Auktorsnamnet A.DC. kan användas för Alphonse Pyrame de Candolle i samband med ett vetenskapligt namn inom botaniken; se Wikipediaartiklar som länkar till auktorsnamnet.